# Мнасалк
Мнаса́лк Сикио́нский (др.-греч. Μνασάλκας, лат. Mnasalcas) — древнегреческий поэт III века до н. э. Сохранилось 18 его эпиграмм.
Станем у низкого края земли, омываемой морем,

        Видя Киприды Морской храм пред собою святой,

Видя источник сокрытый под тополем тёмным, откуда

        Пьют зимородки, крича, клювом коснувшись воды.

## Древние свидетельства
Феодорид написал Мнасалку сатирическую эпитафию. Местом рождения Мнасалка в ней названы Платеи, селение вблизи Сикиона (не беотийские Платеи).
В стихотворении Мелеагра Гадарского о венке, где стихи полусотни греческих поэтов сравниваются с различными растениями, Мнасалку соответствуют колючие иглы сосны.

## В позднейшей культуре
В честь поэта назван род бабочек-толстоголовок Mnasalcas.